# 松浦彌太郎
松浦彌太郎（1965年—），出生於東京。身兼《生活手帖》總編輯、「COW BOOKS」書店負責人、文字工作者等多重身分。十八歲時赴美，傾心於美國書店文化。回日本後，在赤坂城成立了二手雜誌專賣店「m&co.booksellers」。2000年，運用貨車開設了移動式書店。2002年又創立了「COW BOOKS」，同時也進行文字、編輯活動。自2006年起擔任《生活手帖》總編輯。